# 카라멜 (영화)
《카라멜》(아랍어: سكر بنات)/(영어: Caramel)은 2007년 개봉한 레바논의 드라마 영화이다. 나딘 라바키가 감독·공동각본·주연을 맡았다.

## 한국판 성우진(KBS)
- 정미숙 - 레얄(나딘 라바키)
- 차명화 - 니스린(야스민 알마스리)
- 이선 - 리마(조안나 무카젤)
- 김옥경 - 자말(지젤 아우에드)
- 임채헌 - 요제프(아델 카람)
- 이연희 - 로즈(시함 하다드)
- 성선녀 - 릴리(아지자 세만)
- 배정미 - 시함(파드메 사파)
- 유명숙 - 크리스틴(파디아 스텔라)
- 탁원제 - 찰스(디미트리 스타네오프스키)
- 유호한 - 바쌈(이스마일 안타르)
- 최창석 - 레얄의 동생(혼다 마린)